# Перевёрнутая H
Ɥ, ɥ (перевёрнутая H) — буква расширенной латиницы. Используется в алфавите языка дан в Либерии. Строчная форма используется в Международном фонетическом алфавите для обозначения лабиопалатального аппроксиманта. Также использовалась в абазинском и абхазском латинских алфавитах во время латинизации, метелчице и мальтийском алфавите Вассали.

## Использование
В абазинском латинском алфавите 1932 года обозначала звук [t͡ɕ], а в абхазском латинском алфавите 1930 года — звук [t͡ʃʰ]. В метелчице и мальтийском алфавите Вассали обозначала звук [t͡ʃ].
 В метелчице, мальтийском, абазинском, абхазском языках буква имела заглавную форму . Данная буква также использовалась в первой версии Юнифона, Shaw-Malone Forty-Phoneme Alphabet.
- Мальтийский алфавит Вассали (1788)
- Словенский алфавит Метелко (1825)
- Абхазский латинский алфавит (1930)
- Абазинский латинский алфавит (1932)